# Сонячне (Тернопільський район)
Со́нячне —  село в Україні, у Підгаєцькій міській громаді,  Тернопільського району Тернопільської області. Розташоване на сході району. До 2020 підпорядковувалось Поплавській сільраді. До 1977 називалося Шкіндерівка. До 1990 року належало до Бережанського району. 
Населення — 45 осіб (2007).

## Історія
Перша письмова згадка – 16 ст. Давня назва села походить від прізвища Шкіндер, який був його орендатором. Сучасна характеризує місце розташування поселення – “в горах, під сонцем”.
За Австро-Угорщини і Польщі функціонувала школа з українською і польською мовами навчання. Діяли філії “Просвіти”, “Сільського господаря” та інших українських товариств, а також кооператива. 1915 р. в селі перебував відомий усусівець, герой фольклорних оповідок Цяпка-Скоропад. 
У 1930-ті діяли осередок товариства «Просвіта», драматичний і самоосвітній гуртки.
1935 р. в селі був 81 двір, 270 жителів.
Від вересня 1939 р. село – під радянською окупацією. Від 5 липня 1941 р. до 21 липня 1944 р. – під нацистською окупацією. На роботи до Німеччини вивезено 150 місцевих жителів.
Під час німецько-радянської війни сільські чоловіки були мобілізовані в Червону армію. Місцеві жителі брали участь у національно-визвольній боротьбі ОУН та УПА. Серед таких борців: Микола Вовк (1920 р. н.), Петро Мандзин (1921 р. н.), Михайло Сулятицький (р. н. невід.), Михайло Хиль (1924 р. н.), Павло Чорній (1921 р. н.).
12 червня 2020 року, відповідно до розпорядження Кабінету Міністрів України № 724-р «Про визначення адміністративних центрів та затвердження територій територіальних громад Тернопільської області» увійшло до складу Підгаєцької міської громади.
19 липня 2020 року, в результаті адміністративно-територіальної реформи та ліквідації Підгаєцького району, село увійшло до складу Тернопільського району.

## Населення
Згідно з переписом УРСР 1989 року чисельність наявного населення села становила 97 осіб, з яких 43 чоловіки та 54 жінки.

## Відомі люди

### Народилися
- громадська діячка О. Кульчицька-Папіж,[4]

### Працювали
- громадський діяч В. Папіж. [5]

## Галерея

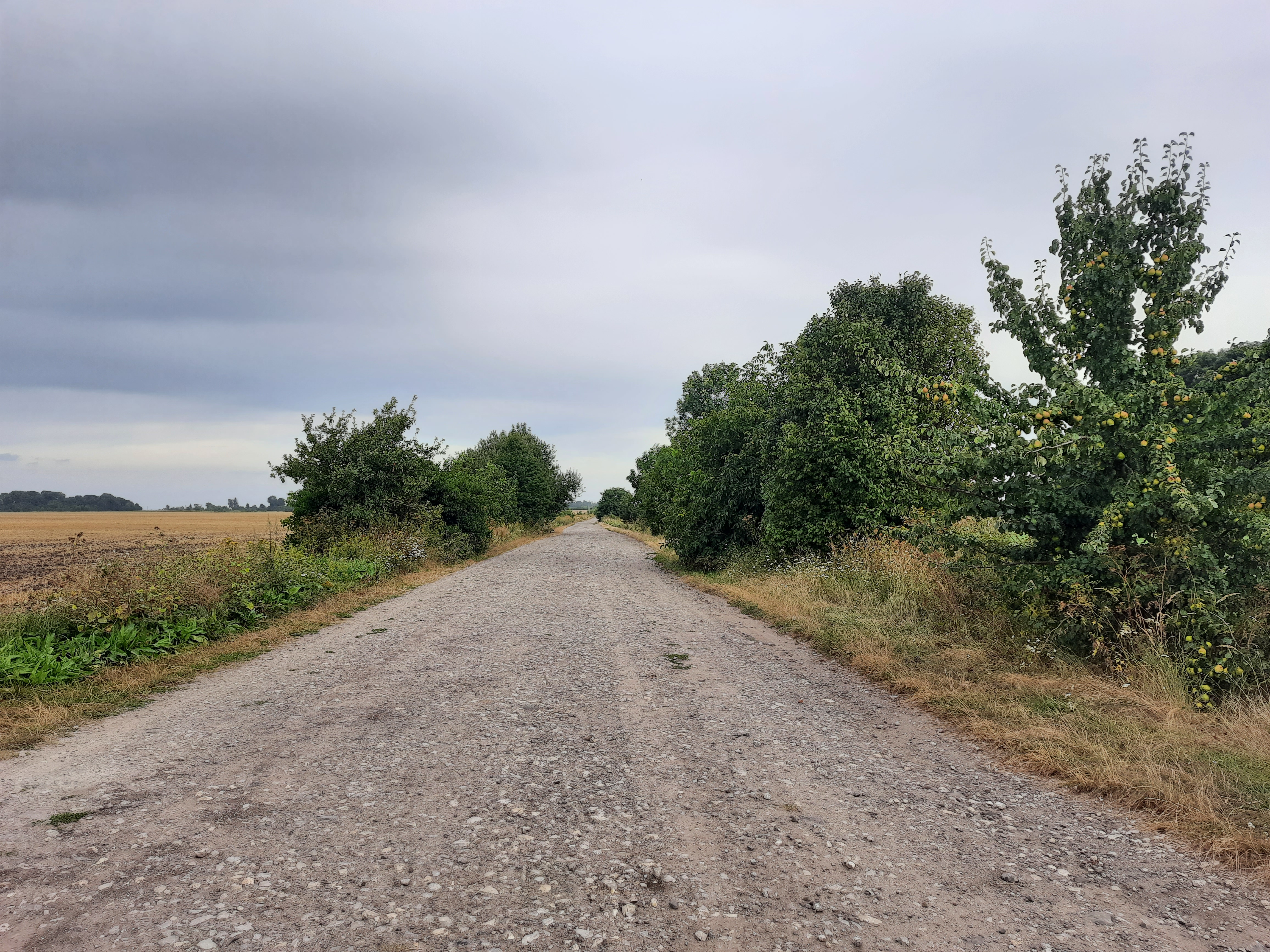
Дорога в село
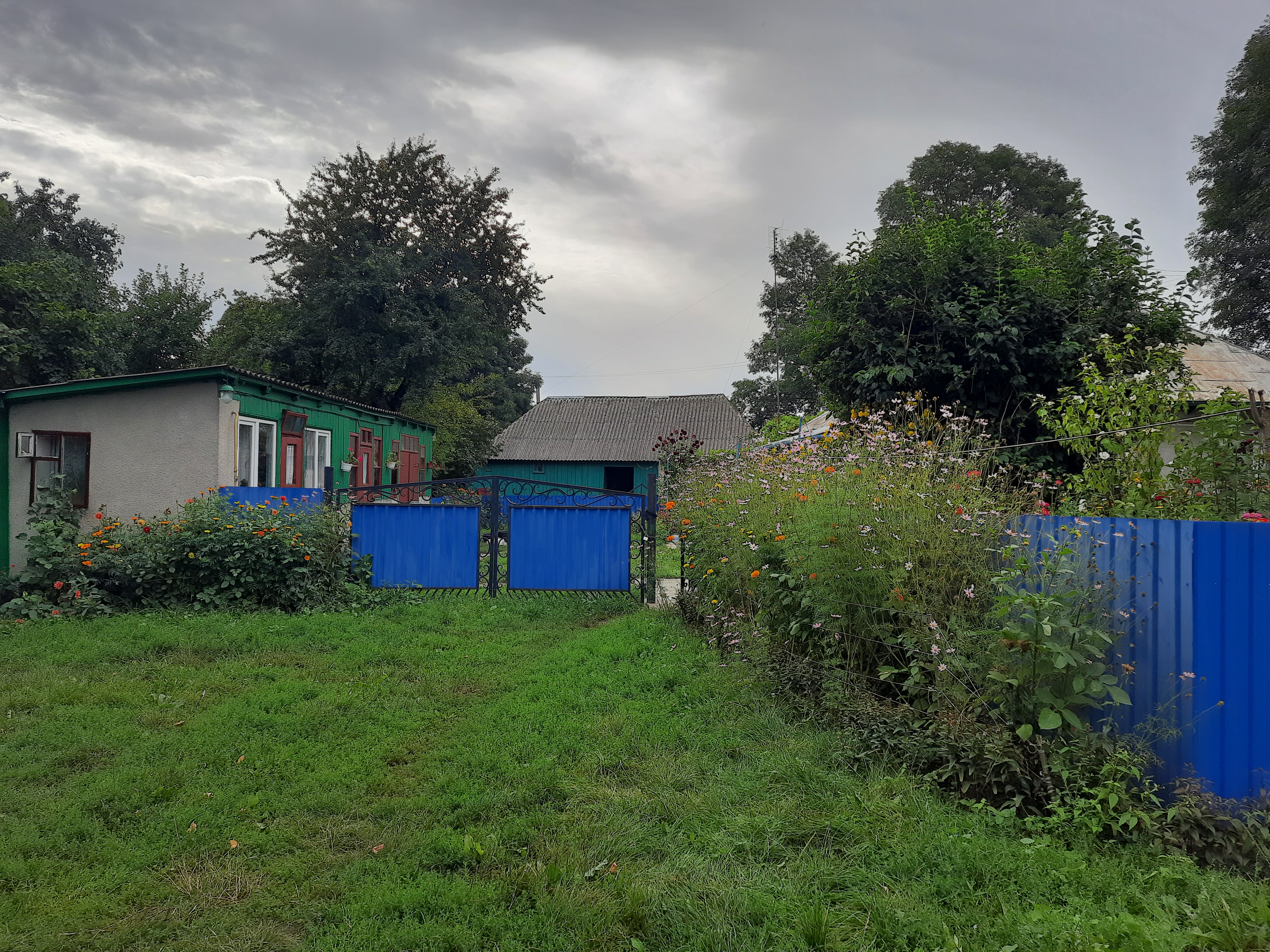
Сільська оселя
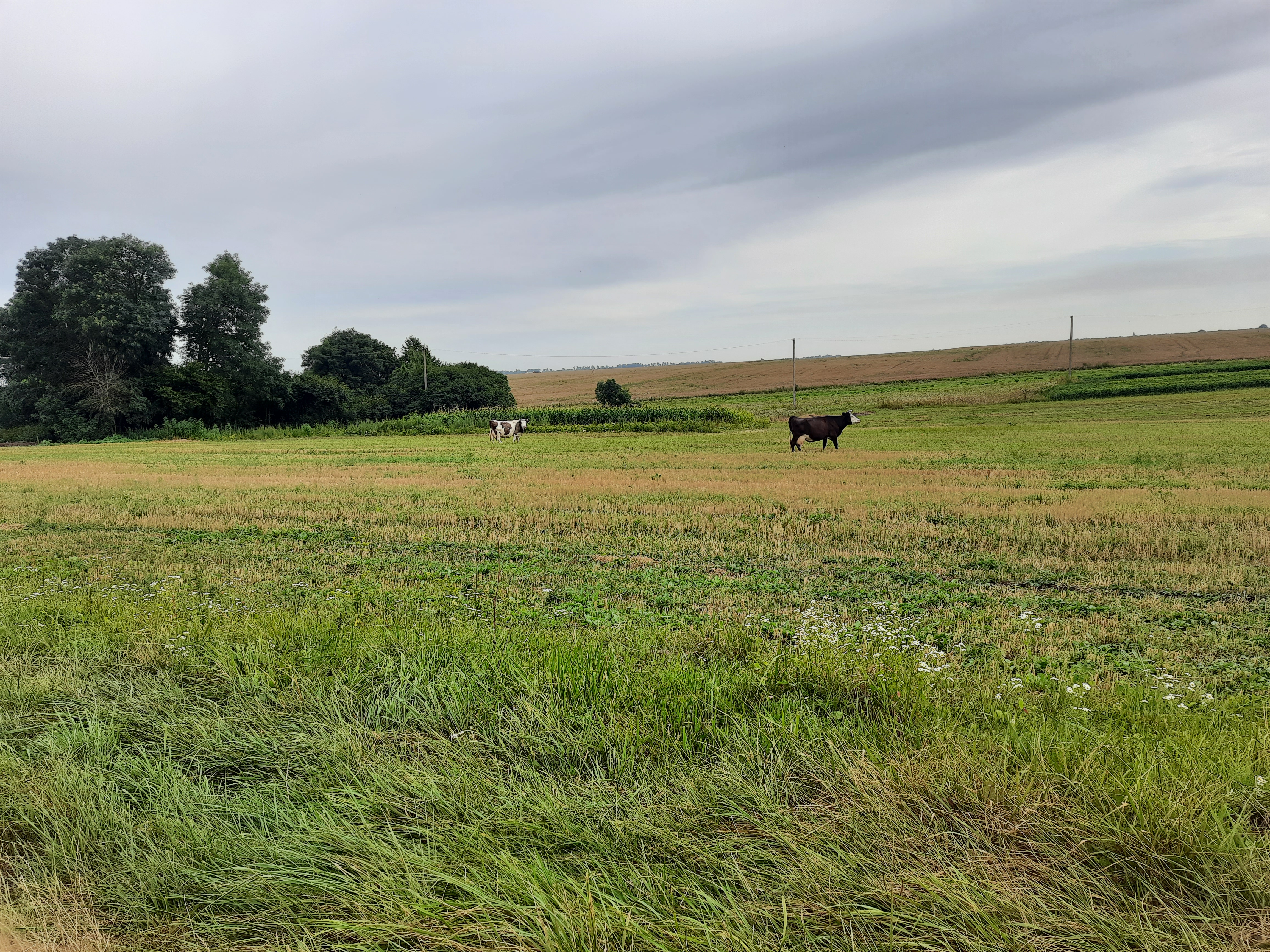
Сільський пейзаж